# Nischwitz (Thallwitz)

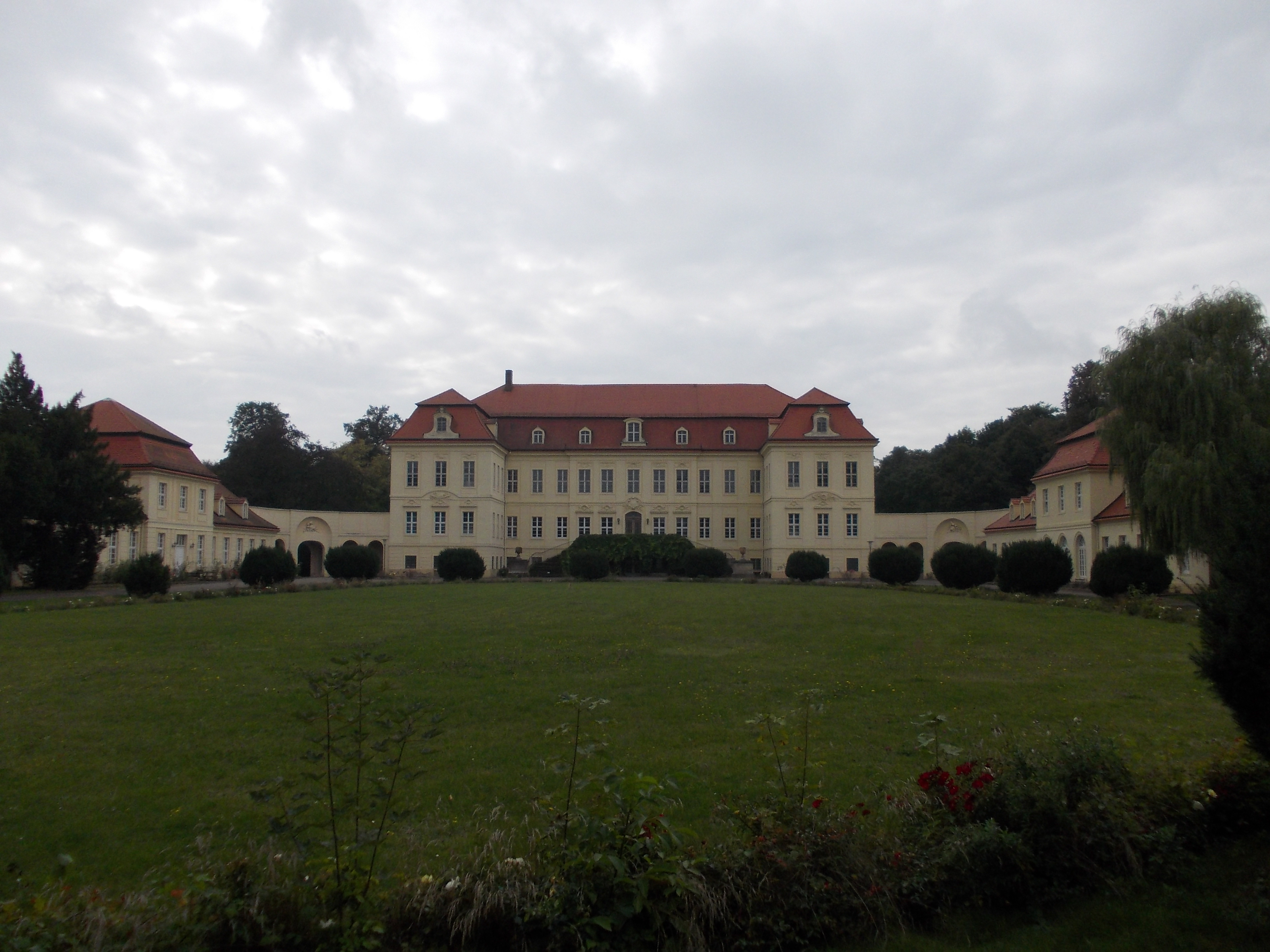
Schloss Nischwitz

Nischwitz ist ein Ortsteil der Gemeinde Thallwitz im Landkreis Leipzig. Nischwitz liegt zwischen den Städten Wurzen und Eilenburg. Bis Leipzig sind es ca. 28 km und bis Dresden ca. 90 km. 

## Geschichte
Die Geschichte von Nischwitz reicht bis ins Mittelalter zurück. Eine bereits im 11. Jahrhundert festgehaltene Erwähnung in der Neuen Sächsischen Kirchengalerie beschreibt am heutigen Ort Nischwitz ein Rittergut. 
1412 wird erstmals der Name Nitzcuwitz erwähnt, der 1439 auch als Nitzewitz zu lesen ist. Im Jahr 1450 gab die Familie von Nischwitz mit dem Erwerb des Ritterguts dem Ort den heutigen, seit 1875 dokumentierten Namen.
Freiherr von Rackwitz, königlich sächsischer Kammermeister, veranlasste nach völligem Verfall des alten Gebäudes den Neubau des Schlosses Nischwitz von 1714 bis 1721 mit entsprechenden Nebengelassen, Park usw. In diesem Zeitraum wurde auch die Dorfkirche neu erbaut und erweitert. Das Gut und damit auch der Ort wechselten im Laufe der Jahre mehrfach die Besitzer.
Schließlich erwarb 1743 Heinrich Graf von Brühl das Gut. Seiner verschwenderischen Bauwut hat es Schloss Nischwitz zu verdanken, dass der über die Grenzen von Sachsen hinaus bekannte Architekt Johann Christoph Knöffel einen erneuten, sehr umfangreichen Um- und Ausbau der gesamten Schlossanlage beginnen konnte. Es entstand eines der schönsten und prächtigsten Rokokoschlösser Sachsens.
Das damals 1141 Einwohner zählende Nischwitz gehörte vom 1. Juli 1950 bis zum 31. Dezember 1956 zur Stadt Wurzen. Die danach wiedererlangte Eigenständigkeit endete 1993 mit der Eingemeindung nach Thallwitz.

## Kirche Nischwitz

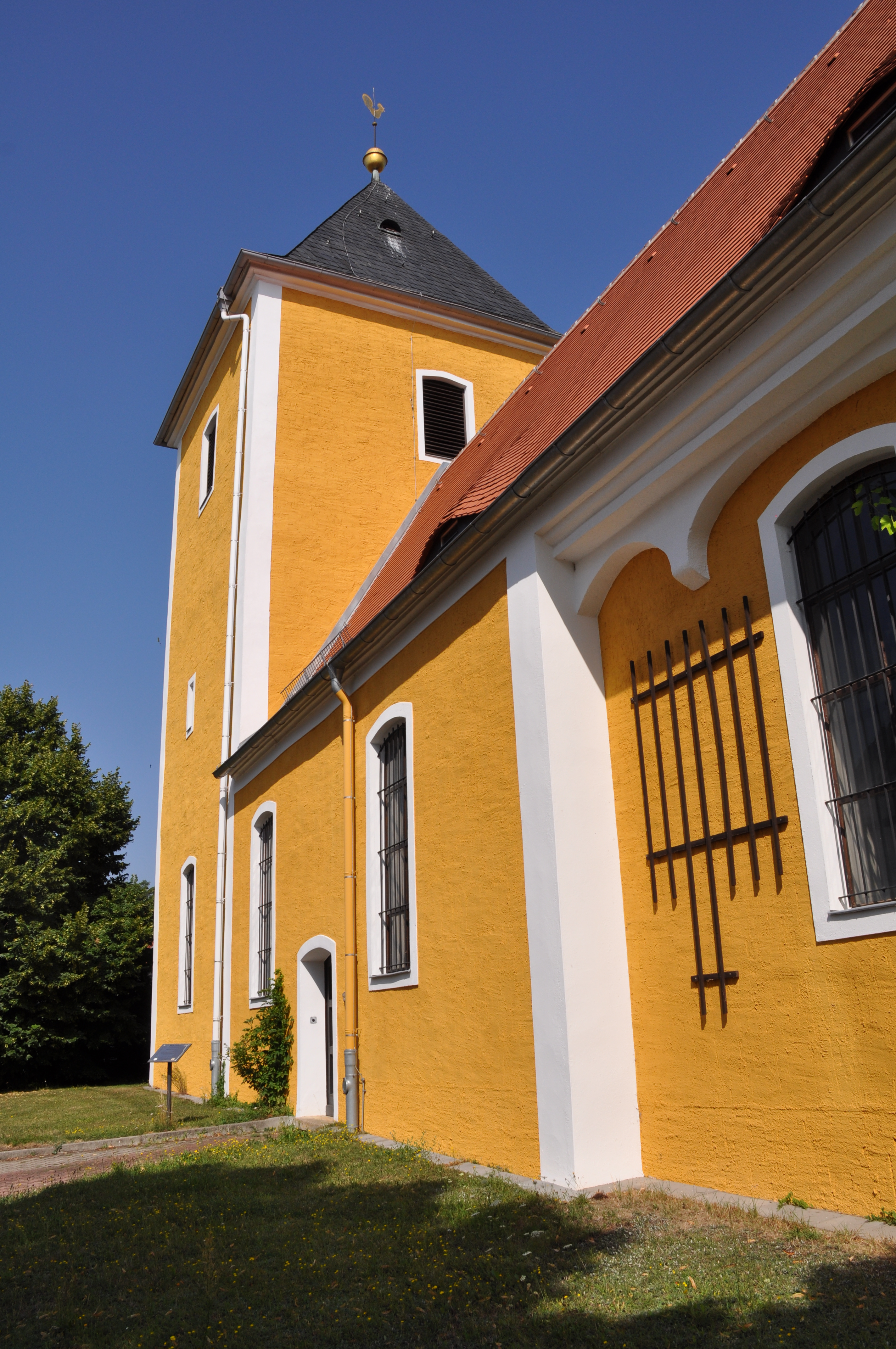
Kirche Nischwitz

Die evangelische Kirche Nischwitz steht mitten im Ort, der gotische Sakralbau wurde um 1512 errichtet. In den 1960er Jahren war der barocke Turm abgetragen worden.
Am 10. August 2024 wurde das zuvor baufällige Gotteshaus nach sechs Jahren Bauzeit seiner neuen Bestimmung als Kulturkirche Nischwitz übergeben. Kanzel, Taufstein, Orgel und die restaurierten Altäre wurden neu geweiht, der Innenraum in neobarocker Fassung farblich neu gestaltet. Künftig finden dort auch kulturelle Veranstaltungen und weltliche Bestattungen statt. Die Finanzen für die Baumaßnahmen betrugen etwa 1 Million Euro: Ein Drittel davon kam von der Evangelisch-Lutherischen Landeskirche Sachsens, hinzu kamen LEADER-Fördermittel der Europäischen Union sowie ein Eigenanteil.

## Persönlichkeiten

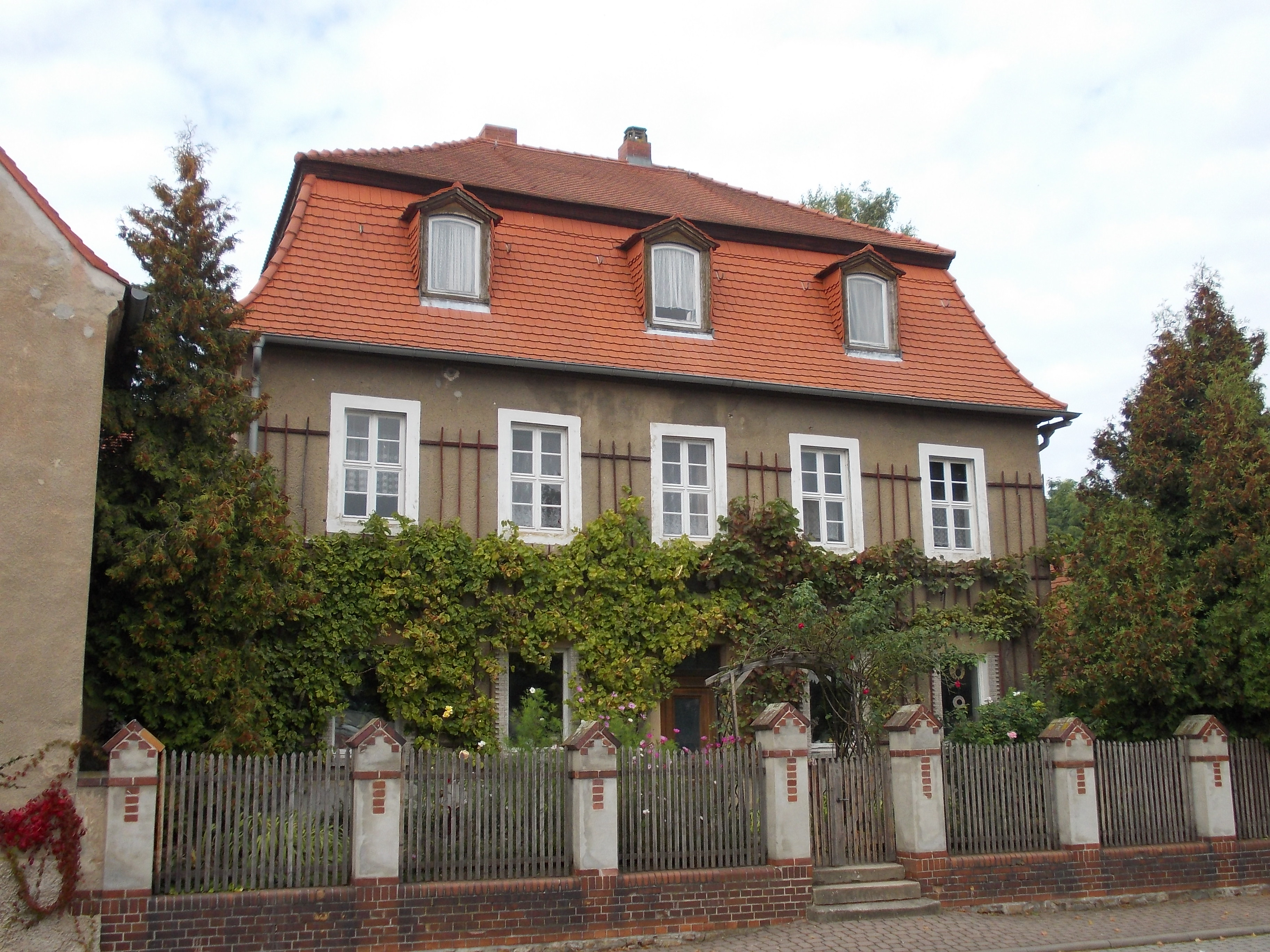
Gurlitthaus

- Cornelius Gurlitt (1850–1938), Kunsthistoriker
- Ernst Däberitz (1841–1915), Landwirt und Politiker, MdL (Königreich Sachsen)